# International Journal of Primatology
L'International Journal of Primatology è una rivista accademica peer-reviewed che pubblica articoli originali di ricerca sullo studio dei primati. Gli articoli pubblicati nella rivista sono tratti da una serie di discipline coinvolte nella ricerca primatologica, tra cui antropologia, zoologia, psicologia, paleontologia, sociologia, genetica e biologia della conservazione.

## Storia
La rivista è stata pubblicata per la prima volta nel marzo 1980 e nasce come rivista ufficiale dell’International Primatological Society. Inizialmente è stata pubblicata trimestralmente per conto della società da Plenum Press, ora parte di Springer Science+Business Media. Nel 1988 la frequenza di pubblicazione è stata aumentata a bimestrale.
Nel 2018 ha raggiunto un fattore di impatto pari a 1 922.